# 關麗珍
關麗珍（Jean Quan，1949年—），是美国加州奧克蘭前市長，祖籍廣東開平，是第四代華裔美國人，屬民主党。關麗珍在2011至2015年間任奧克蘭市長，由全市選出。在擔任市長前為奥克兰市议会一員，由第四選區選出。她是奥克兰第一位女市长、美国第一位执掌主要城市的亞裔美國人。2014年競選連任時在首度使用的選好投票第一輪僅列第三名，遭到淘汰，最後由同黨的市議員莉比·薛夫贏得選舉，繼任關麗珍為市長。
關麗珍曾因處理占領華爾街不當而面臨罷免。首位亞裔女市長 關麗珍面臨罷免